# Mai sanglant
Mai sanglant (en allemand Blutmai) fait référence au massacre en 1929 de 33 partisans du Parti communiste allemand (KPD) et civils sans appartenance politique par la police de Berlin (sous le contrôle du Parti social-démocrate d'Allemagne, alors au pouvoir) sur une période de trois jours suivant une célébration de la Journée internationale des travailleurs du KPD (1er mai) qui avait été attaquée par la police. Le KPD avait organisé un rassemblement pour célébrer le 1er mai au mépris de l'interdiction de rassemblement public en vigueur à Berlin.
Bien que moins de partisans se soient mobilisés que ce que le KPD avait espéré, la réponse de la police fut immédiate et rude, faisant usage d'armes à feu contre des civils pour la plupart non armés. Au cours des trois jours d'émeutes qui ont suivi, 33 civils ont été tués (pour la plupart abattus et pour l'un d'eux renversé par un véhicule de police), environ 200 blessés et plus d'un millier placés en garde à vue. Un policier a également été blessé.
L'événement a été un moment crucial dans le déclin de la République de Weimar et la perte de sa stabilité politique. L'incident a également marqué un tournant dans les relations entre le gouvernement de centre-gauche du SPD et le KPD (d'extrême gauche et aligné sur Moscou), affaiblissant toute perspective d'une opposition de gauche unie au fascisme et à la montée du Parti national-socialiste des travailleurs allemands. La brutalité de la réponse policière a également conduit à une nouvelle érosion de la confiance de la population dans le régime.

## Contexte

### Législatives
Le Parti social-démocrate d'Allemagne (SPD) s'était imposé comme le premier parti en termes de nombre de sièges au Reichstag lors des élections législatives de 1928, avec 153 des 491 sièges. Cette victoire était due à sa position dominante au sein de la Coalition de Weimar et à la prospérité économique doublée du libéralisme politique de l'entre-deux-guerres. Cependant, il disposait de peu de marge de manœuvre pour réaliser des réformes significatives du monde du travail et des droits sociaux en raison de ses accords de coalition avec des partis centristes et même de droite :138. Le KPD, quant à lui, était resté l'un des partis communistes les plus importants et les plus puissants d'Europe et avait vu le nombre total de ses sièges passer de 45 à 54 lors des élections de 1928. Le KPD était dirigé par Ernst Thälmann, qui soutenait un alignement étroit sur l'Union soviétique et l'Internationale communiste. À l'époque, la position dominante soutenue par Moscou était que la social-démocratie était une forme de social-fascisme qui opprimait plutôt qu'elle aidait le prolétariat. En conséquence, le KPD adoptait une position hostile et conflictuelle vis à vis du SPD, considéré comme un défenseur du statu quo capitaliste:138. Cette perception a été encouragée par la présence de nombreux politiciens anti-communistes du SPD dans les gouvernements allemand et prussien, notamment le chancelier Hermann Müller, le ministre de l'Intérieur Carl Severing, le Ministre-président de Prusse Otto Braun, le ministre prussien de l' Intérieur Albert Grzesinski et le chef de la police berlinoise Karl Zörgiebel :32.

### Les violences
Malgré ses idéaux de démocratie et de libéralisme, la République de Weimar s'était dotée d'institutions étatiques fortement militaristes habituées à utiliser les méthodes répressives de son prédécesseur autoritaire. La police de Berlin recourait à des méthodes d'entraînement de type militaire et était critiquée à la fois pour sa culture réactionnaire et pour l'acquisition d'armes et de matériel d'infanterie. La police était régulièrement impliquée dans des actes de violence politique tout au long des années 1920, y compris contre des dissidents communistes. Cela conduisit à une volonté parmi la police de Berlin d'utiliser un « avantage militaire pour infliger une défaite décisive à" l'ennemi prolétarien ". » :157.

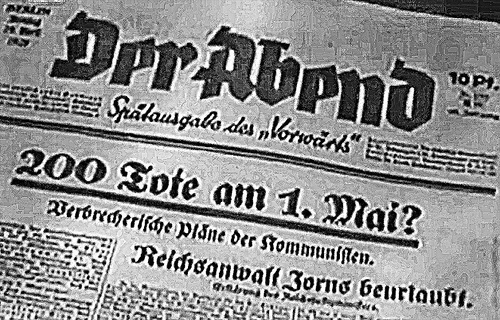
Une de Der Abend (Le soir), édition tardive de Vorwärts, le 29 avril 1929 : « 200 morts le 1er mai ? Les plans criminels des communistes ».

Le KDP avait une branche paramilitaire, le Roter Frontkämpferbund (RFB), qui avait des antécédents d'affrontements avec la police. À l'instar du Sturmabteilung (SA) nazi, le RFB opérait au sein de petites escouades mobiles de combat entraînées (à divers degrés) aux combats de rue :3. À la fin de 1928, quatre personnes étaient mortes dans des combats entre groupes paramilitaires:33. En décembre 1928, Zörgiebel interdit les rassemblements en plein air à Berlin, invoquant une récente attaque au couteau impliquant des membres de la RFB :138. L'interdiction semblait également confirmer la ligne officielle du parti communiste selon laquelle le capitalisme était entré dans sa troisième période et que, par conséquent, l'État deviendrait plus draconien dans sa répression des efforts d'organisation du prolétariat:138-139.
Dans la perspective de la célébration de la Journée internationale des travailleurs en 1929, le 1er mai, les journaux affiliés au KPD exhortèrent les adhérents et sympathisants à descendre dans la rue. Le KPD appela les travailleurs à défier l'interdiction et à s'organiser pacifiquement, mais à se préparer à faire grève le 2 mai « si Zörgiebel osait répandre le sang des travailleurs. » :33. Le journal Die Rote Front insista sur « le dispositif acéré des organes du pouvoir de l'État capitaliste contre le prolétariat » en décrivant les violences policières potentielles contre les communistes. Le journal du SPD Vorwärts rapporta que le politicien du SPD Franz Künstler croyait que le KPD cherchait à sacrifier intentionnellement la vie de ses partisans, affirmant que le parti devrait "tabler sur" 200 morts :139. Cependant, le soutien du SPD à l'interdiction n'était pas unanime étant donné l'ironie d'un gouvernement social-démocrate empêchant les rassemblements publics lors d'un jour férié international pour les travailleurs et les travailleuses. Pendant ce temps, le journal national-socialiste Der Angriff déclara en avril 1929 que les combats entre le SPD et le KPD représentaient un « vent favorable » pour le parti nazi:140-141.

## Émeutes du 1er au 3 mai

### 1erMai
Le 1er mai, le KPD ne parvint pas à organiser une mobilisation particulièrement importante tandis que la majorité des manifestants venaient des bastions communistes du nord et de l'est de Berlin. La plupart des entreprises fonctionnaient normalement. Les syndicats affiliés au SPD tinrent leurs propres rassemblements, pacifiques et caractérisée par une bonne affluence, en assemblées à huis clos. La police de Berlin, cependant, répondit brutalement aux rassemblements en plein air avec des escouades volantes arrivant dans des camions et attaquant les civils avec des matraques là où une manifestation était signalée. Lorsque les rassemblements licites en intérieur se dispersèrent et que les participants descendirent dans la rue pour rentrer chez eux, la police procéda à des arrestations de personnes simplement parce qu'elles se trouvaient du mauvais côté d'un barrage de police ou avaient été prises en train de fuir une intervention :33. Il semble que les forces de l'ordre aient géré les infractions à l'interdiction de manifester comme si elles avaient affaire à la révolte populaire que la presse communiste aurait encouragée, et non à l'action confuse et désordonnée de désobéissance civique qui avait véritablement lieu :141-144.
La police dégagea rapidement les rues du centre de Berlin. Dans le quartier de Wedding, qui abritait de nombreux partisans communistes, la violence policière s'est progressivement transformée en combats de rue persistants avec des civils érigeant des barricades. La police de Berlin commença à utiliser des armes à feu et l'une des premières victimes tuées était un homme qui regardait depuis sa fenêtre. La police sera plus tard critiquée pour avoir tiré à vue sans sommation. Deux autres victimes ont été abattues à travers leurs portes, dont un homme de 80 ans dans son appartement. La plupart des combats se limitèrent à la rue Kösliner à Wedding et à minuit, la majeure partie de la zone était sous le contrôle de la police :141-146. Dans le sud-est, dans le quartier de Neukölln (un autre bastion du KPD) autour de la Hermannstrasse, les émeutes se poursuivirent jusque dans la soirée, la police utilisant des véhicules de transport de troupes et des véhicules blindés, dirigeant parfois ses armes vers des habitations :33-34.

### 2 Mai

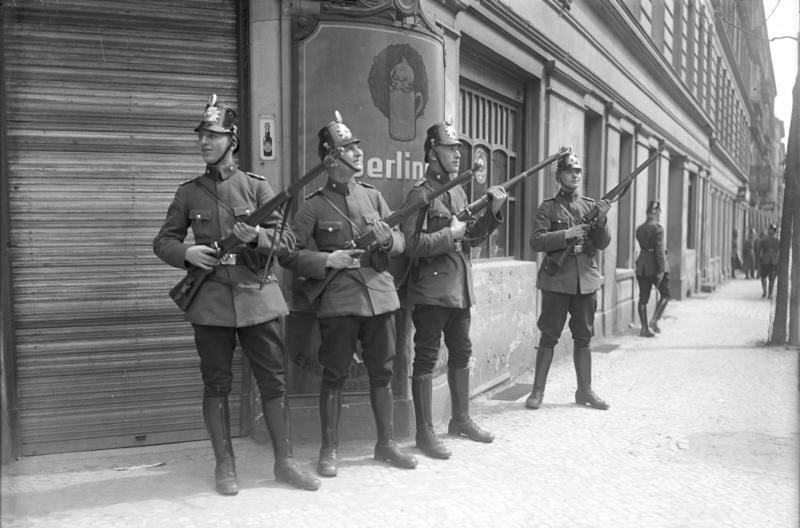
Police de Berlin dans les rues de Neukölln.

Le 2 mai, Severing rencontra Grzesinski et le Premier ministre prussien Braun. Ils interdirent immédiatement le principal journal communiste allemand Die Rote Fahne, à la fois en raison de ses incitations au trouble, mais aussi pour empêcher la diffusion de nouvelles sur les nombreuses victimes civiles. Au Reichstag, le politicien du KPD Wilhelm Pieck traita Zörgiebel de « vulgaire assassin » :147. Le KPD avait appelé à une grève générale le 2 mai en réponse aux violences policières mais, comme pour la mobilisation du 1er mai, l'appel rencontra un succès limité. Le KPD affirma que 25 000 personnes s'étaient mises en grève à Berlin les 2, 3 et 4 mai et que 50 000 personnes supplémentaires avaient manifesté pour exprimer leur soutien dans toute l'Allemagne :34.
Le RFB, qui opérait auparavant clandestinement par peur d'une interdiction pure et simple, se joignit aux émeutes de Wedding dans l'après-midi du 2 mai, construisant à nouveau des barricades dans des actions de résistance largement spontanées. Des coups de feu furent échangés entre les militants communistes et la police dans les rues. Les comptes rendus de la police et des médias contemporains dépeignirent une bataille urbaine équilibrée entre les deux camps, bien que des chercheurs contemporains le contestent. Par exemple, la police de Berlin attaqua la rue Kösliner des deux côtés, donnant l'impression que des coups de feu venaient de chaque côté des barricades. La police a également imposé un couvre-feu général, conduisant à des affrontements confus dans l'obscurité. Enfin, les communistes n'étaient pas aussi armés et préparés que la police, certains ayant pillé une quincaillerie pour charger des pistolets qui sonnaient comme des armes à feu mais ne tiraient pas de balles :147-148.

### 3 Mai
Dans l'après-midi du 3 mai, les combats étaient terminés et le 6 mai, la police de Berlin leva la loi martiale dans les districts de Wedding et de Neukölln. Grzesinski étendit l'interdiction du RFB de Berlin à toute la Prusse. Le 15 mai, le RFB et son aile jeunesse, le Rote Jungfront (RJ), étaient frappés d'illégalité dans tout le pays :34. La police procéda à des perquisitions habitation par habitation à Wedding et à de nouvelles arrestations, exacerbant la tension politique engendrée par les émeutes. À ce stade, la répression policière sévère avait conduit à des débats furieux au Reichstag et à la Diète prussienne, avec une forte couverture médiatique par des journaux indépendants comme partisans :148.

## Conséquences

### Bilan humain

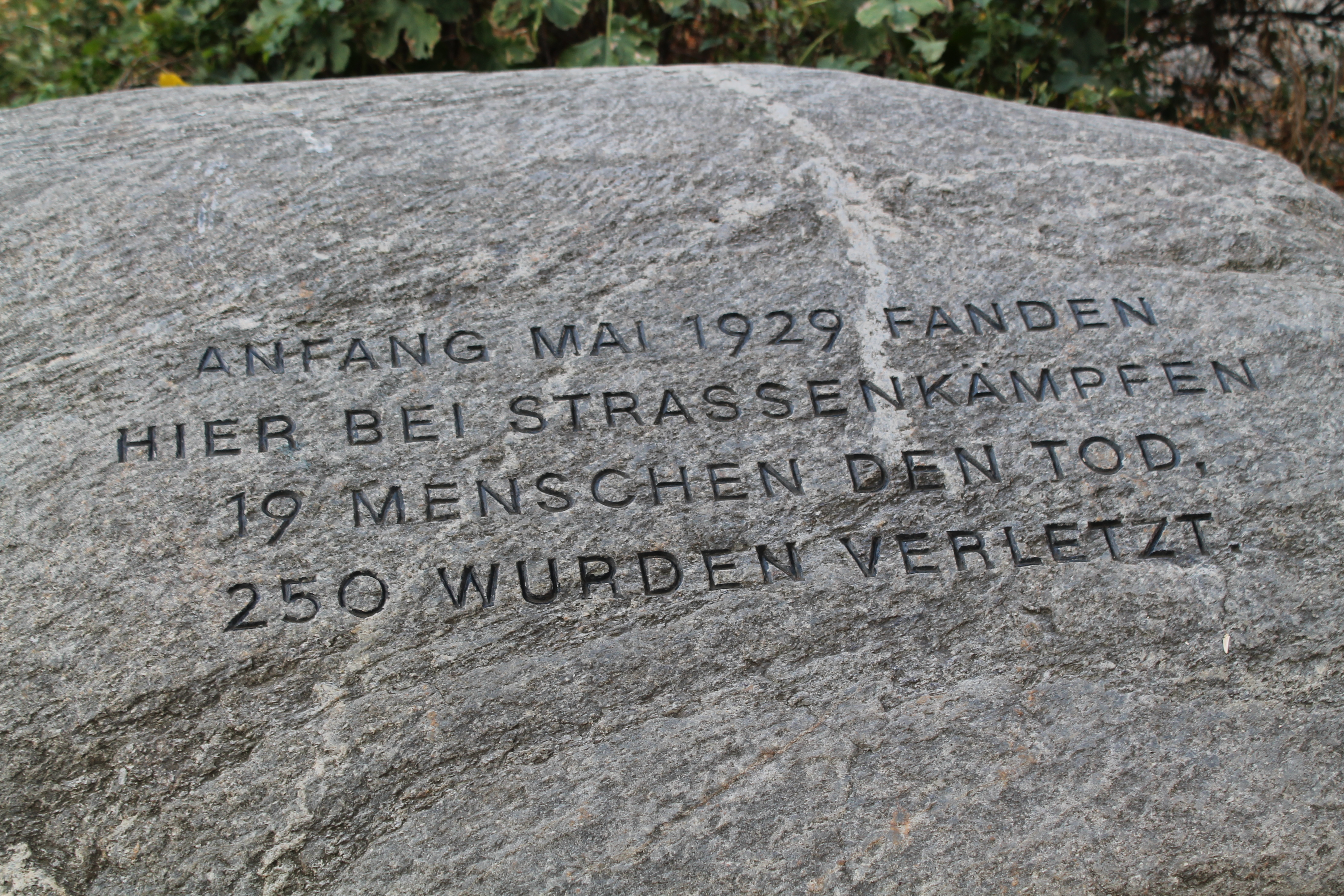
Plaque commémorative présente rue Wiesen à Berlin

Il a été déterminé que plus de trente personnes avaient été tuées, toutes des civils, et toutes par des armes à feu de la police, à l'exception d'un individu heurté par une fourgonnette de police qui roulait à grande vitesse. Environ 200 civils ont été blessés et environ 1 200 ont été arrêtés, dont seulement 44 emprisonnés (cinq étaient membres du RFB) :34. Huit des civils tués étaient des femmes et dix-neuf habitaient à Wedding. Sur les 25 premières victimes, deux étaient des membres du SPD et 17 n'appartenaient à aucun parti ; aucun n'était membre du KPD. La plupart des rapports de police indiquaient que l'identité des tueurs était inconnue. La police n'a trouvé aucune preuve que les manifestants qui sont descendus dans la rue étaient préparés à une insurrection armée, la fouille de maison en maison à Wedding ne menant principalement qu'à la découverte de souvenirs de la Première Guerre mondiale :149.

### 12eCongrès de Berlin du KDP
Un peu plus d'un mois après les émeutes, le KPD tint son douzième congrès à Berlin. Il adopta une résolution qualifiant les émeutes de « tournant dans la situation politique en Allemagne... Les conditions préalables à une situation immédiatement révolutionnaire apparaissent, de telle sorte que le soulèvement armé doit inévitablement être mis à l'ordre du jour. » :34. Cette perspective insurrectionnelle s'inscrit dans le cadre de l'étapisme théorisé par Staline et Boukharine dans la deuxième moitié des années 1920, les communistes devant s'efforcer de rallier les masses sur des mots d'ordre généraux et non-communistes pour favoriser une "révolution populaire". Le KPD affermit alors son opposition au SPD en tant qu'institution fasciste qui utiliserait les moyens de l'État contre lui. L'incapacité du parti à rassembler suffisamment d'influence, tant localement à Berlin qu'au niveau national, pour véritablement lancer un mouvement de rébellion crédible est en revanche passée sous silence. Les émeutes avaient en effet moins été motivées par les exhortations du KPD que par une réaction plus ou moins spontanée aux méthodes brutales employée par la police, même si les quartiers concernés étaient majoritairement occupés par des communistes.

### Tensions entre les partis
L'hostilité du KPD vis à vis du SPD, basée sur le concept de « social-fascisme », trouvait son équivalent d'autre part dans la crainte d'un nouveau soulèvement spartakiste . Bien que le KPD ait voulu effectivement renverser la République de Weimar, les partis extrémistes n'avaient pas encore le même attrait dont ils bénéficieraient après la Grande Dépression de 1929. Le gouvernement SPD considérait le KPD comme une plus grande menace que le parti nazi, comme l'illustre Grezesinski en levant l'interdiction de parler publiquement d'Adolf Hitler en septembre 1928. Les « évaluations hystériques » faites par les politiciens du SPD de la menace posée par le KPD combinée à la nature politisée de la police de Berlin rendaient le conflit et même la violence entre les deux groupes probables, sinon inévitables :149.

## Dans la fiction
Le Blutmai est représenté dans première saison de Babylon Berlin et est un élément de contexte de cette série largement consacrée à la situation politique et sociale de l'Allemagne à la fin des années 1920.